# 3846 Hazel
3846 Hazel este un asteroid din centura principală, descoperit pe 9 octombrie 1980 de Carolyn Shoemaker.